# Semana Santa en Torrente

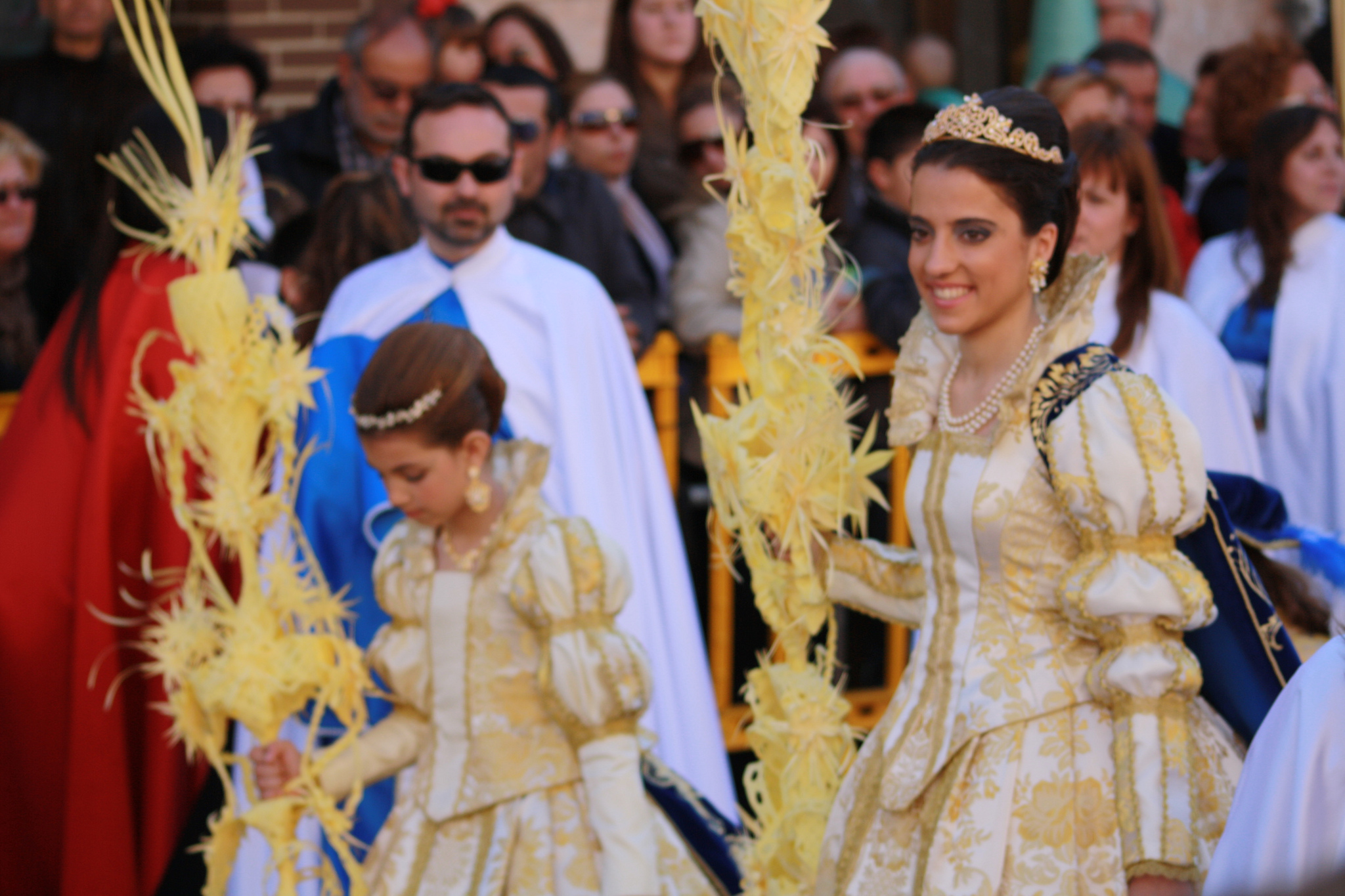
Reina del Encuentro Glorioso

La Semana Santa de Torrente se lleva celebrando desde el siglo XVII y destaca principalmente por elementos como la Reina del Encuentro y Ángel de la Resurrección, una figura única en España. En ella, se rememora la pasión, la victoria sobre la muerte de Jesucristo y su resurrección. Además, congrega año tras años a miles de asistentes que disfrutan de sus emotivas procesiones. Por ello, la Semana Santa de Torrente, ha sido declarada Fiesta de Interés Turístico Autonómico por la Consejería de Turismo de la Comunidad Valenciana.
Para entender la Semana Santa torrentina primero hay que ver sus antecedentes, los cuales se remontan a la fundación de la Cofradía de la Virgen de la Soledad, probablemente en la segunda mitad del siglo XVI por el auge que estaban cogiendo las cofradías de penitencia tras el Concilio de Trento.
Los estatutos de la cofradía mencionada anteriormente aprobados el 25 de marzo de 1591 dan una visión de como era la organización externa e interna de la Semana Santa torrentina. La actividad más importante que realizaba la cofradía era la "professó de disiplinats", acto que se llevaba a cabo el Viernes Santo y que es la casilla de salida de una larga tradición de carácter religioso que se desarrolla en Torrente en los días de pasión y muerte de Jesucristo. La "professó de disiplinats" era una procesión que partía desde la Ermita de Ntra. Sra. de Monte-Sión o desde donde la cofradía veía correcto. La procesión, además de recorrer todo el municipio de Torrente, se acercaba a las poblaciones vecinas de Alacuás y Aldaya. Durante el recorrido de la procesión, se iban recogiendo limosnas para asumir los gastos que generaba la procesión y para las diferentes obras de caridad que realizaba la cofradía.
Dentro de la cofradía había distintos cargos, cada uno con una función, el más importante el del clavari, encargado de llevar las cuentas durante su año de mandato y de proporcionar la vestimenta de salida a todos los cantores que fueran a la procesión del Viernes Santo. A lo largo del año se reunían en tres ocasiones para organizar los actos de la Semana Santa. Ingresar en la cofradía era totalmente libre, solo había que pagar una cuota de entrada, que en los hombres era de tres sueldos mientras que en las mujeres era de seis dineros.
El desarrollo y las actividades posteriores de la cofradía son difíciles de determinar por la falta de documentación, pero todo hace apuntar que a mediados del siglo XVII se produjo la desaparición de la cofradía de la Virgen de la Soledad, haciéndose cargo de las celebraciones religiosas el Ayuntamiento. Llegado el mes de marzo o abril, según marcan las actas municipales del Cabildo del periodo marcado entre 1780 y 1800, la corporación municipal era la encargada de nombrar a los clavarios de la Virgen de la Soledad y a los encargados de llevar al Santo Cristo, al Santo Sepulcro y los arregladores de la procesión. El Ayuntamiento también se hacía cargo de los gastos para la utilización de cera, la banda de música o de la vestimenta.
En las primeras décadas del siglo XX y antes del inicio de la Guerra Civil, se cuentan con muchos más documentos que narran el desarrollo de la Semana Santa Torrentina en esos años.
En la procesión del Santo Entierro únicamente procesionaron cuatro imágenes: El Santísimo Cristo Crucificado, que se encontraba en el coro de la iglesia del Convento, el Divino Nazareno, obra del imaginero Juan Martínez Montañés, el Cristo Yacente en el sepulcro y la Virgen de la Soledad. Además también apuntan que en los años en los que los clavarios se sentían 'espléndidos', en las procesiones se podían ver una serie de personajes bíblicos. En la procesión del Santo Entierro participaba toda la población, desde los más jóvenes hasta los más mayores. En 1928 y en 1930 surgían las hermandades de Nuestra Señora de los Dolores y el Santo Sepulcro respectivamente, este hecho marca una nueva etapa que se desarrollará tras el final de la Guerra Civil.
Durante la II República, los actos religiosos se celebraban dentro de la Iglesia y con la llegada de la Guerra Civil no se realizaron ningún acto.
Tras la finalización de la Guerra Civil (1939), se restablecieron las hermandades ya existentes y aparecieron otras nuevas. El punto de inicio lo marca el vía crucis del Viernes Santo del año 1940 donde los hermanos de la hermandad de la Virgen de los Dolores y del Santo Sepulcro, proponen instaurar de nuevo dichas cofradías. Esto llevó a que en años posteriores surgieran nuevas hermandades y la creación de la Junta Central de Hermandades.
La primera junta se constituye en el año 1944 bajo la presidencia de Ricardo Ferraro, y en los siguientes años el cargo de presidente fue cambiando. El funcionamiento de la Junta quedaba ligado a su propio reglamento que se aprobó en el año 1944, formado por un total de 52 artículos divididos en diez capítulos. Una de las primeras acciones que hace la Junta Central de Hermandades es la construcción del calvario público, que tenía que situarse en las "Eres del Covent". Su bendición se llevó a cabo el Domingo de Ramos de 1944. La función principal de la Junta Central era la de organizar las celebraciones de la Semana Santa, con actos ya realizados en años anteriores como el Santo Entierro y otros totalmente nuevos.
Con el paso de los años se fueron creando nuevas hermandades, pero también con el paso del tiempo algunas hermandades entraron en crisis, con una gran reducción de miembros en sus filas, e incluso algunas de estas hermandades dejaron de salir. Todo esto fue porque el órgano aglutinador de la Semana Santa, en este caso la Junta Central de Hermandades, no estaba funcionando como debía.
En 1965, hay un punto de inflexión. Varios miembros de diferentes hermandades decidieron convocar una reunión. Esta reunión supuso el comienzo de una gran reestructuración de la Junta Central. Con la llegada de la nueva Junta se retoma el acto del pregón de la Semana Santa que entre 1951 y 1964 se había dejado de celebrar y también se retomó la publicación de la Revista de la Semana Santa. A partir de 1967 se incorporaron nuevos actos a la Semana Santa como el traslado procesional de penitencia de la Hermandad de la Vera Cruz el Viernes Santo o el Encuentro de la Verónica con Jesucristo en la noche del Miércoles Santo organizado por la Hermandad de la Santa Faz y con la participación de varias hermandades.
Por la iniciativa de los presidentes de la Semana Santa de Torrente, en el año 1975 aparece la idea de crear la Junta de Hermandades de Semana Santa de la provincia de Valencia, hoy en día Junta Diocesana, con el único objetivo de unificar criterios y ofrecer soluciones a los problemas comunes. En 1976 se celebró una primera reunión donde se adoptaron importantes acuerdos y en noviembre de ese mismo año se eligió la primera junta, bajo la presidencia de Alfredo Costa Alonso.
Durante la década de los ochenta es cuando la Semana Santa Torrentina alcanzó su mayor auge. Gran culpa de ello tiene la incorporación de la mujer, que años atrás no podía participar. Por iniciativa también de esta nueva Junta Central, en el año 1982, se celebra en Torrent la I Exposición de Hermandades de Semana Santa de la Provincia de Valencia. A raíz del gran éxito que obtuvo, dos años más tarde, en 1984, se desarrolla en Torrente la IX Asamblea de la Junta de Hermandades de Semana Santa de la Provincia de Valencia. Además se incorporaron nuevos pasos a las hermandades y apareció una nueva hermandad al final de los 80, la Hermandad del Divino Costado de Cristo.
En mayo de 1991 se convocan de nuevo elecciones para la nueva presidencia de la Junta Central. En años posteriores se siguieron realizando exposiciones como la de "Semana Santa Torrentina: 45 años de Historia gráfica" o la llegada de nuevas hermandades como es el caso de la Hermandad de Jesús de Medinaceli y la Hermandad del Prendimiento de Jesús.

## Reina del Encuentro y Ángel de la Resurrección
La Reina de Encuentro y Ángel de la Resurrección es una figura única y exclusiva de Torrente en la tradición de Semana Santa de toda España. Históricamente, representa fidedignamente a la Virreina de Valencia Doña Germana de Foix y su misión es anunciar que Cristo ha resucitado. Según cuenta la tradición, la Virreina presidió una vez en el siglo XVI el acto del encuentro entre Jesús y la Virgen y estipuló que, a partir de ese momento, una joven del pueblo debía representarle cuando ella no estuviera presente. Desde entonces, cada año sale una Reina de una hermandad distinta, debiéndole hacer su cofradía la escolta. Originariamente, ésta era elegida entre los familiares de los clavarios o por el Ayuntamiento.
Por ello, cada Domingo de Resurrección las calles de Torrente se llenan de religiosidad, colorido y emoción para asistir la Procesión del Encuentro Glorioso. En ella, la Reina del Encuentro parte desde la Parroquia de la Virgen de Monte-Sion hasta llegar a la Plaza Mayor, donde se emplaza el reencuentro la Virgen María y Jesucristo. En ese reencuentro, la Reina simboliza el Ángel de la Resurrección. Porta un estandarte donde se lee "Aleluya" y va acompañada de camareras y pajes que le sujetan la cola del vestido. Además, ese séquito porta palmas y cofres que guardan palomas. En el preciso momento del Encuentro, la Reina, después de recitar una poesía, pregona las siguientes palabras: ¡Cristo ha resucitado! ¡Aleluya, aleluya, aleluya!
Al finalizar el acto, se abre la carxofa, existente en Torrente desde mediados del siglo pasado. La que se utiliza actualmente se construyó en 2007 y se sostiene por medio de una estructura formada por dos torres elevadoras de hasta seis metros de altura con unos pies para el anclaje. Después, se ponen en libertad palomas con las plumas colores y se lanzan desde los balcones unos pequeños papeles de colores llamados ‘Aleluyas’. Éstos contienen impresas pequeñas poesías que exaltan a la Reina del Encuentro o que hablan desde la ironía sobre las hermandades de Semana Santa o la actualidad política local

## Hermandades de Torrente
- Hermandad de la Santa Cena y Caballeros del Santo Cáliz: Con Sede Canónica en la Parroquia de San José, para entender la constitución de la Hermandad de la Santa Cena hay que remontarse hasta 1953, cuando varios ciudadanos de Torrente propusieron la creación de una nueva hermandad en el barrio del "poble nou". El 7 de abril de 1953 tiene lugar una reunión con todos los vecinos del barrio que estaban interesados en formar esta nueva hermandad y tras un consenso se llegó a la decisión de que la nueva hermandad sea la Santa Cena. Para obtener fondos que tan necesarios eran para la creación de la hermandad, se realizaron rifas por la barriada. De esta manera, en la Semana Santa de 1954 desfilaba por primera la Santa Cena. Por la gran labor de esta hermandad en su primer año de creación, se incorporó a la Archicofradía del Santo Cáliz de Valencia. Las imágenes escultóricas son autoría de José María Farinós por un precio de 52.000 pesetas, y han sido intervenidas por restauradores en varias ocasiones. El 15 de octubre de 2013 se firma un contrato con José María Molina Palazón para realizar un nuevo misterio. En el año 2000 se inició un nuevo proyecto, el del Santo Cáliz, realizado por los hermanos Piró.[24][25]

- Hermandad de la Oración del Huerto: Con Sede Canónica en la Parroquia de Nuestra Señora de Monte-Sion, los precedentes de esta hermandad se remontan a la Semana Santa de 1946, cuando de una conversación salió la idea de formar una nueva cofradía, la de la Oración del Huerto, de esta forma serían los primeros en salir en las procesiones sin necesidad de tener que sortearlo como hacían otras hermandades de la ciudad. Primeramente se propuso hacer el paso de la Entrada Triunfal de Jesús en Jerusalén, con la condición de que la hermandad se constituyera en la ermita de San Luis Bertrán, pero esa idea se desestimó. El 30 de mayo de 1946 se constituía la Hermandad de la Oración del Huerto en el Convento de Nuestra Señora de Montesión. El 24 de abril de 1949 se aprobaba el proyecto del nuevo paso, un misterio inspirado en la Oración del Huerto que se encuentra en Murcia realizada por Francisco Salzillo. Vicente Pallardó Latorre fue el encargado de realizar dicho misterio con un coste de 15.000 pesetas. A lo largo del año, las imágenes han sufrido varias intervenciones por el paso del tiempo o por derrumbes en la capilla donde se encontraban.[26]
- Hermandad del Prendimiento de Jesús: Nace en el Centro Juvenil Luis Amigó, perteneciente a la Parroquia de Nuestra Señora de Monte-Sion, la que será años más tarde su Sede Canónica. La idea de dicha cofradía sale durante la Semana Santa de 1994 con el objetivo de representar la noción de Jesús de entrega a los demás. Todos los interesados estaban de acuerdo que el paso tenía que ser El Beso de Judas, pero el nombre de la hermandad debía ser diferente, ya que este tenía un carácter negativo, por lo tanto, el nombre pasó a ser El Prendimiento de Jesús en el Huerto de los Olivos. El encargado de realizar las imágenes será Javier Andreu, mientras que el banderín fue encargado a las Religiosas Dominicas de clausura con un precio de 600.000 pesetas. El día 9 de abril de 1995 salía por primera vez la hermandad.[27]
- Hermandad de las Negaciones de San Pedro.[cita requerida]

- Muy Ilustre Hermandad de Jesús ante el Sanedrín (fundada en 2001 Sede Canónica Parroquia de San Luis Beltrán) (Imaginero Roberto Gallardo Vallejo).[cita requerida]
- Hermandad de la Flagelación del Señor: La idea de crear esta hermandad surge de una conversación de unos amigos durante una procesión de la Semana Santa de 1945 y la idea se fue desarrollando hasta que se formó la primera junta directiva. En mayo de ese mismo año se crea el reglamento de la hermandad, formado por 31 artículos separados en siete capítulos. Tuvo un gran inicio la hermandad en el primer año, con la elaboración de un original banderín en forma de cruz y con la compra de las tres imágenes que formarían el misterio, Jesucristo atado a la columna, el flagelador y un soldado romano realizados en los talleres de arte cristiano de Olot. En años posteriores la hermandad pasó por varias crisis, pero siempre consiguió salir adelante. En el año 1965 se presentó un nuevo proyecto que constaba de 5 imágenes realizadas por Antonio San Juan Villalba por un coste de 193.000 pesetas, pero no se llegó a llevar a cabo. Pero si se realizó un nuevo banderín por el deterioro del original.[28][29]
- Hermandad del Ecce-Homo: Hermandad que sale en el seno de la parroquia de San Luis Bertrán durante la Semana Santa del año 1954. Don Ángel García buscaba crear una compañía de ganaderos que escoltara a la imagen del Ecce-Homo, pero el resto de miembros buscaban una hermandad como las existentes en el resto de la población. El 3 de abril de 1955 tiene lugar la bendición del banderín de la hermandad, el siguiente paso fue la realización del misterio, encargado al imaginero Vicente Pallardó por un precio de 50.000 pesetas. Constaba de 5 figuras: Jesucristo, un centurión, Poncio Pilatos en su estrado, un esclavo negro y un soldado romano. Por las bodas de plata de la hermandad se llevaron a cabo varias medidas, como la realización de un nuevo banderín por el deterioro del primitivo, banderín que se volvería a cambiar en 1996 por decisión de la nueva Junta. Las imágenes han sufrido restauraciones a causas de las lluvias del año 1984.[30]
- Hermandad de Jesús de Medinaceli: La creación de esta hermandad sale por la idea de un grupo de amigos del municipio de Torrente en el año 1994. No tenían claro que paso procesional querían sacar pero si la idea de participar en la Semana Santa de Torrente. El 4 de junio de 1994 se constituye formalmente la hermandad de Jesús de Medinaceli. El siguiente paso de la hermandad fue la elaboración de la imagen de Jesús de Medinaceli, obra del escultor Manuel Rodríguez, que sigue el modelo del Cristo de Medinaceli que se encuentra en Madrid. El Domingo de Ramos de 1995 fue bendecida la imagen junto al banderín de la hermandad. Ese mismo año desfiló por primera vez por las calles de la localidad torrentina. Desde abril de 1995, la hermandad está unida a la Archicofradía de Jesús de Medinaceli existente en Madrid. Esta hermandad tiene la Sede Canónica en la Parroquia de San Juan Bosco.[31][32]
- Hermandad de Jesús Nazareno y Simón Cirineo: Fue fundada en el año 1943, pero tiene sus antecedentes en los años 30 ya que se iba a fundar con la imagen de Jesús Nazareno de Juan Martínez Montañés, pero con la llegada de la II República vieron frustradas sus intenciones. Al terminar la Guerra Civil, la idea volvió a salir y finalmente se creó la hermandad. Durante los primeros años, la hermandad utilizaba una talla de un pequeño Nazareno, pero la necesidad de tener un paso más adecuado llevó a encargar uno totalmente nuevo a Federico Siurana. EL proyecto inicial contaba de 8 imágenes: Jesús Nazareno, Simón de Cirene, dos soldados romanos, las tres Marías y un judío tirando de una cuerda a Jesucristo. Pero las dificultades económicas llevó a que el paso solo contara con Jesús y el Cirineo. Durante los siguientes años, la hermandad pasó por diferentes directivas y por varias crisis, pero nunca llegó a desaparecer. En el año 1977 se cambiaba el banderín conservando únicamente el lienzo del Nazareno de la parte central pintado por Miguel Mora, fundador de la hermandad. Tiene la Sede Canónica en la Parroquia de Nuestra Señora de Monte-Sión.[33]
- Hermandad de la Santa Faz: En 1944 un grupo de amigos formaban la Hermandad de la Santa Faz. Ya que no podía faltar en la Semana Santa Torrentina una escena como la de la Mujer Verónica limpiando el rostro de Jesús. Los hermanos tenían una gran actitud y rápidamente consolidaron la hermandad, teniendo como objetivo desfilar en la Semana Santa de 1945, para ello hacía falta el banderín y ante la dificultad de sufragar los gastos del mismo, hicieron una plantación de cebollas, las cuales vendieron pero no al precio que se buscaba. Finalmente el Domingo de Ramos de 1945 bendecían el banderín. En los siguientes año al no tener todavía un paso procesional, salían una pequeña imagen de Jesús Nazareno que se encontraba en la Iglesia de la Asunción. El 6 de enero de 1947, Federico Siurana era el encargado de realizar las imágenes del misterio, por un precio de 6.000 pesetas. En 1954 a la hermandad le toca la lotería, y una de las primeras acciones que llevan a cabo es la realización de tres imágenes más, un soldado romano, un judío tirando de Jesús y un Cirineo, por un coste de 23.000 pesetas. Todas estas imágenes han sufrido intervenciones de restauración debido a las malas condiciones de los lugares donde se conservaban. Un gran paso para el enriquecimiento de la Semana Santa fue la elaboración de la imagen de la Entrada Triunfal de Jesús en Jerusalén, llevada a cabo en 1988 por el artista don Gabriel M. Cantalapiedra por la increíble cifra de 1.275.000 de pesetas. En 1994 la Hermandad de la Santa Faz queda erigida como asociación pública constituida en la Parroquia de San Juan de Letrán. Por último, la hermandad necesitaba otra imagen de la Verónica para situarla en la capilla de la iglesia y de esta forma evitar traslados, esta obra la llevó a cabo el taller de arte cristiano de Olot.[34][35]
- Hermandad de la Crucifixión de Jesús (Fundada en 2016 Sede Canónica Parroquia de San José) (Imaginero Por determinar) [cita requerida]
- Hermandad de las Siete Palabras y el Cristo del Perdón[36] (2005 Sede Canónica Parroquia de San Luis Beltran) (Imaginero D.Ventura Gómez Rodríguez) [cita requerida]
- Hermandad del Divino Costado de Cristo: La idea de crear esta hermandad, sale de la conversación de un grupo de amigos de constituir una nueva hermandad en la localidad de Torrente. Al principio encontraron rechazo por parte de las otras hermandades, pero finalmente el 29 de diciembre de 1989 se constituía formalmente la Hermandad del Divino Costado de Cristo. En su primera salida profesional la hermandad contó con un crucificado propiedad de la Parroquia de San Juan Bosco. Y en 1992 comienzan las gestiones para que la hermandad cuente con un paso propio. La obra es del imaginero Francisco Javier Santos de la Hera y contaba con las imágenes de Jesús en la cruz, la Virgen María, San Juan, María Magdalena y Longinos. Por la perfección con la que trabajaba el imaginero, el misterio tardó más de lo previsto en completarse. En 2003 se realizaba un nuevo banderín. Su Sede Canónica se encuentra en la Parroquia de San Juan Bosco.[37][38]
- Hermandad del Santísimo Cristo de la Buena Muerte: Hay que remontarse a inicios del siglo XX para entender a esta hermandad, la cual todos los Viernes Santo desfilaban con un Cristo crucificado que se encontraba en el coro del Convento de Nuestra Señora de Montesión. Tras la Guerra Civil, la hermandad pierde su patrimonio, y en los primeros años desfilaba con un crucificado adquirido de Olot. La actual imagen del Santísimo Cristo de la Buena Muerte es obra del imaginero José María Hervás Benet, por un precio de 4.500 pesetas. En años posteriores el Cristo Crucificado ha sido restaurado por el deterioro del transcurso de los años. La Sede Canónica de esta hermandad se encuentra en la Parroquia de Nuestra Señora de la Asunción.[39]
- Muy Ilustre Hermandad del Descendimiento de la Cruz, Santa María del Testimonio y San Juan del Protesto: La iniciativa de esta hermandad sale de un grupo de amigos que estaban preocupados por el devenir de la Semana Santa tras la Guerra Civil. En los primeros años, al no tener paso propio, procesionan con una dolorosa de medio cuerpo realizada por Esteve Bonet y una imagen de un crucifijo. En 1948 se bendice el paso tallado por Enrique Castera Masiá conocido como la pietat. Tras superar una crisis dentro de la hermandad, en 1964 bendicen la obra del Descendimiento de Cristo, obra realizada por el valenciano Miguel Sales. Tras otro periodo convulso en el interior de la hermandad, se logró realizar un nuevo banderín y restaurar el paso del Descendimiento. La Parroquia de San Luis Beltrán acoge a dicha cofradía.[40]
- Hermandad de la Vera Cruz y Cristo Resucitado: Esta hermandad es fundada en la Semana Santa de 1944. Desfila por primera vez en la Semana Santa de 1945, y al tener que salir con un paso procesional, adquieren de los talleres de Olot un Cristo Resucitado con un coste de unas 3.000 pesetas. Solo procesionó dos años por el reducido tamaño que tenía. En 1946, una vez reunida la Junta de la hermandad, deciden adquirir una nueva obra, esta vez de mayor tamaño. El encargado sería el Estudio de Escultura Religiosa de Enrique Castera y Masiá de Valencia. Con la obtención de un "lignum crucis", la hermandad puso en marcha un nuevo paso, formado por un palio, seis barrotes para mantenerlo y cuatro farolas metálicas. Para la colocación del "lignum crucis" se diseña una estética cruz de madera. La hermandad pasó por una fuerte crisis que lograron conservar. En el año 1977 se bendice un nuevo banderín y debido a las lluvias de 1990, la hermandad se ve obligada a realizar un nuevo banderín, también se cambió el palio de la Vera Cruz, al igual que se restauró el Cristo Resucitado. La Parroquia de Nuestra Señora de la Asunción acoge a esta hermandad.[41][42]
- Hermandad del Santo Sepulcro: Los orígenes de esta hermandad se remontan al año 1929 y la primera vez que procesionan es en la procesión del Santo Entierro de 1930, en los primeros años, la hermandad salía con un Cristo yacente articulado que se encontraba en el Convento de Nuestra Señora de Montesión, que se perdió tras la Guerra Civil. Una vez acabada la guerra, al no tener un Cristo Yacente se vieron obligados a salir con un crucificado, hasta que una donación de Filomena Tronch, permite a la hermandad de disponer de un Cristo yacente, obra de Federico Siurana y con un coste de 2.500 pesetas. En el año 1947, la hermandad encarga al artesano José Palop Gasull la realización de un sepulcro acristalado. En 1980 se llevó a cabo la idea de realizar el paso del Santo Entierro, Vicente Pallardó Latorre sería el encargado de esculpir las obras de Jesús yacente, María Magdalena, María de Cleofás, la Virgen María, San Juan, José de Arimatea y Nicodemo, en el año 1983 el paso ya estaba al completo. Este paso fue bendecido en su Sede Canónica, la Parroquia de Nuestra Señora de Monte-Sión.[43][44]
- Muy Ilustre Hermandad de la Virgen de los Dolores: En 1927, a un grupo de jóvenes, les surgió la idea de establecer una hermandad más solemne para la procesión del Santo Entierro, pero no fue hasta 1928 cuando se formó de forma oficial. Con la llegada de la II República les llevó a realizar los acto dentro de la iglesia. Tras el final de la Guerra Civil, la hermandad se vuelve a organizar, saliendo de nuevo en el año 1941, en un trono y un palio que no tenía los colores de la hermandad, esto llevó a la junta a realizar uno nuevo más acorde. La imagen de la Virgen de los Dolores de Monte-Sión se trata de una obra de Federico Siurana, mientras que la otra dolorosa que tenía la cofradía es obra de José María Ponsoda. A lo largo de los años la hermandad ha pasado por dificultades económicas llegando a tener que pedir un préstamo. También a lo largo de los años han ido cambiando el paso de palio de la Virgen debido al deterioro que sufrían los antiguos. La Sede Canónica de esta hermandad la encontramos en la Parroquia de Nuestra Señora de Monte-Sión.[45]

## Procesiones

### Domingo de Ramos
El Domingo de Ramos todas las Hermandades de Torrent se concentran anualmente en una de las distintas parroquias. Cada año le corresponde a una distinta y, en ella, se celebra la Bendición de Olivos y Palmas. Seguidamente, comienza la procesión hasta otra de las parroquias para celebrar la Eucaristía. El cortejo hasta la siguiente parroquia se divide en dos. Por un lado, unas Hermandades irán por un recorrido acompañando a los Hermanos Mayores. Por otro lado, el resto de cofradía transitarán por otro acompañando al Paso de la Entrada Triunfal de Jesús en Jerusalén perteneciente a la Hermandad de la Santa Faz y también a la Reina del Encuentro y Ángel de Resurrección.

### Lunes Santo
El Lunes Santo es día de Vía Crucis y de dos traslados. En torno las 21:30h, las Hermandades que tienen su sede canónica en la Parroquia de Nuestra Señora de Monte-Sion (Prendimiento de Jesús, Oración del Huerto, Santo Sepulcro, Jesús Nazareno y Simón Cirineo y la Virgen de los Dolores) hacen su ya tradicional Vía Crucis por las calles adyacentes a esa parroquia. Sobre la misma hora en la parte baja de Torrent hace su Vía Crucis la Hermandad de la Flagelación del Señor desde el Centro Virgen de los Desamparados. En él, se lleva únicamente la imagen de Jesús atado a la Columna a hombros sin el resto de imágenes que conforman el paso procesional por las calles cercanas. El Vía Crucis de la Hermandad de Jesús de Medinaceli es la última incorporación a este día partiendo del Templo de San Juan Bosco sobre las 22:00. Al final del recorrido, tres Vía Crucis terminan en el mismo templo desde el que partieron. Sobre las 22:00 inician su traslado procesional las Hermandades de la Santa Cena y Caballeros del Santo Cáliz con su Paso de la Santa Cena y las Negaciones de Pedro con sus dos pasos. Posteriormente, la Santa Cena recorre las calles del Barrio de Poble Nou partiendo desde San José y terminando en el Museo de la Semana Santa. Además, las Negaciones de Pedro transitan por la parte antigua partiendo desde San Luis Beltrán y finalizando en la Parroquia de Monte-Sion.

### Martes Santo
En Martes Santo, sobre las 21:30h, hace su traslado procesional una de las más antiguas Hermandades de Torrent: la del Santísimo Cristo de la Buena Muerte desde la Parroquia de la Asunción. A la misma hora y desde las Parroquias de San Luis Beltrán y Nuestra Señora de Monte-Sion, efectúan su procesión la Hermandad del Ecce-Homo y la de las Tres Cruces. Esta segunda procesión es organizada por las siguientes Hermandades: El Divino Costado de Cristo, Negaciones de Pedro, Vera Cruz y Cristo Resucitado. Sobre las 21:45h se hace su traslado procesional la Hermandad de la Flagelación del Señor y desde la Parroquia del Buen Consejo sale la Procesión de las Siete Palabras. Ésta está organizada por las Hermandades de: Jesús Nazareno y Simón Cirineo-Santo Sepulcro. Por otro lado, a las 22:00h hace su traslado procesional la Hermandad de la Crucifixión de Jesús desde la Parroquia de San José, la cual finaliza en el Museo de Semana Santa. Sobre las 22:15h la Hermandad de la Virgen de los Dolores se lleva a cabo el traslado procesional de los Siete Dolores de la Virgen desde la Parroquia de Monte-Sion. Por último a las 23:00 hace su Procesión Penitencial la Hermandad de les Siete Palabras y el Cristo del Perdón.

### Miércoles Santo
El Miércoles Santo, desde la Parroquia de San Luis Beltrán hace su procesión penitencial y representación viviente la Hermandad de las Negaciones de Pedro en torno las 20:45h. A las 21:00h, desde la Plaza de la Libertad, hace su traslado procesional la Hermandad de Jesús de Medinaceli portado a hombros, que finaliza en la Parroquia de Monte-Sion. A la misma hora, desde la Parroquia de la Asunción, hace su penitencia la Hermandad de Jesús ante el Sanedrín en la llamada Procesión de los Faroles. Ésta recibe ese nombre porque todos sus devotos llevan un farol iluminando dicha procesión. A las 22:00h hace su traslado procesional la Hermandad de la Santa Faz. Para realizar el Encuentro de la Verónica, por un lado sale el Paso de la Santa Faz desde la Parroquia de San Luis Beltrán. Por otro lado, desde la Sede de esa Hermandad sale el paso de la Verónica. Los dos pasos se encuentran en la Plaza del Obispo Benlloch y,tras el Encuentro, ambos continúan otra vez en solitario hasta la Parroquia de Nuestra Señora de Monte-Sion. También A las 22:00h hace su Vía Crucis la Hermandad del Descendimiento de la Cruz, Santa María del Testimonio y San Juan del Protesto (desde la Parroquia de San Luis Beltrán) con su paso procesional de La Piedad. Desde la Plaza de la Libertad realiza su Traslado y Representación de las Tres Caídas de Cristo la Hermandad del Divino Costado de Cristo. Una hora y media después, a las 23:30h, se hace el Traslado Penitencial del Paso de la Hermandad de las Siete Palabras y el Cristo del Perdón. Cuando el Miércoles Santo ya llega a su fin, las calles de Torrent reciben el Traslado Procesional de la Oración del Huerto, conocido como la Procesión De las Cadenas.

### Jueves Santo
El Jueves Santo comienza a las 00:00h de ese mismo día. La Procesión de las Cadenas parte a esa hora desde la residencia del Hermano Mayor. A las 00:15h, desde la Parroquia de Monte-Sion hace su traslado procesional la Hermandad del Prendimiento de Jesús. Éste se realiza con cantos gregorianos y el sonido de las monedas que recuerdan a cuando Judas vendió a Jesús por 30 denarios.
A las 20:30h, desde la Parroquia de San José salen los Hermanos de la Santa Cena y Caballeros del Santo Cáliz. Estos hacen su Traslado Penitencial del Paso del Santo Cáliz, que suele ser acompañado por la Orden Católica del Temple hasta llegar al Museo de la Semana Santa. A las 21:00h, desde la Parroquia de la Asunción hace su Traslado Penitencial la Hermandad del Ecce-Homo, que finaliza en la parroquia de San Luis Beltrán. A las 21:15h, desde la Parroquia de Monte-Sion sale la Hermandad de Jesús Nazareno y Simón Cirineo, que marcha en procesión hasta la parroquia de la Asunción. Desde allí, a las 22:00h, la Hermandad del Santo Sepulcro realiza su misterio del Santo Entierro hasta el Museo de Semana Santa. A las 22:30h, la Virgen de los Dolores hace su traslado desde la parroquia de la Asunción hasta la parroquia de Monte-Sion. Por último, el Jueves Santo termina con la Procesión del Silencio. Ésta está protagonizada por la Hermandad del Descendimiento de la Cruz, Santa Maria del Testimonio y San Juan del Protesto.

### Viernes Santo
El Viernes Santo, la Hermandad de la Vera Cruz y Cristo Resucitado pone en la calle su paso procesional de la Vera Cruz a las 5:30h de la madrugada desde la Parroquia de la Asunción para finalizar en el Museo de Semana Santa. Este paso es especial ya que es el único que desfila en la Madrugada Torrentina. A las 9:00h de la mañana, desde las Parroquias de Monte-Sion y de la Asunción, parte la Procesión del Encuentro Doloroso. Posteriormente, a las 12:00h, desde la Plaza de la Libertad la Hermandad del Divino Costado de Cristo saca su paso a la calle, el cual termina en el Museo de Semana Santa. A la misma hora, en la Plaza Mayor, la Hermandad de las Siete Palabras realiza la Trencà de l´Hora, que es un acto de oración y reflexión. A las 20:00h comienza desde el Museo de Semana Santa la Procesión General del Santo Entierro, que congrega a todas las Hermandades (excepto los pasos de Jesús entrando en Jerusalén, Cristo Resucitado y Nuestra Señora de Monte-Sion). Al finalizar la procesión, únicamente las imágenes de Cristo Yacente y Nuestra Señora de los Dolores entran dentro de la parroquia para la posterior adoración al Señor Yacente.

### Domingo de Resurrección
Sin duda, el día grande de la Semana Santa torrentina es el Domingo de Resurrección. Sobre las 9:00h comienza la procesión desde la Parroquia de Nuestra Señora de Monte-Sión. Dicha Virgen es portada por la Hermandad de Nuestra Señora de los Dolores. Desde la Parroquia de la Asunción parte la imagen de Cristo Resucitado portada por la Hermandad de la Vera Cruz y Cristo Resucitado. Ambos pasos son acompañados por el resto de Hermandades de la Semana Santa torrentina. Cuando la Virgen de Monte-Sión y Cristo Resucitado se encuentran todos los cofrades de las diferentes Hermandades se descubren el rostro. Entonces, ambas imágenes son llevadas a la Parroquia de la Asunción para celebrar la Eucaristía. Tras ello, todas las Hermandades por orden cronológico acompañan a la Virgen hasta la Parroquia de Monte-Sión, donde la Reina del Encuentro realiza una acción de gracias a la Virgen.